# 交互式数据语言
交互式数据語言，或稱IDL（Interactive Data Language），是一種科學家常用的程式語言。

## 概要
IDL是一種陣列化的、數值的以及互動的程式語言；主要用於互動式處理大量資料（含影像處理）。其語法結構大量來自於Fortran程式語言，也有部份來自C語言。
IDL 源於早期的VAX/VMS、Fortran，從其語法可以看出這種繼承關係：
```
x
 
=
 
findgen
(
100
)
/
10

y
 
=
 
sin
(x)
/
x

plot
,x,y

```

（以上例子的findgen函數代表返回一個一維浮點數陣列，與值等於1的整數系列從0開始。）

## 外部連結
- ITT Visual Information Solutions, owner of the IDL system
- idl-pvwave newsgroup[永久] (Google web interface （页面存档备份，存于）)
- NASA GSFC IDL Online Help
- Freecode上的Fawlty Language (FL)
- Coyote's Guide to IDL Programming

1. ↑  http://www.harrisgeospatial.com/Support/MaintenanceDetail/TabId/3428/ArtMID/13350/ArticleID/22338/IDL-87-Release-Notes.aspx.